# La Orchila
La Orchila è un'isola del Venezuela, parte delle Dipendenze Federali posta nel Mare dei Caraibi ad est dell'arcipelago di Los Roques.
L'isola non ha abitanti ma ospita una grande base militare ed è sede della Base Aeronavale C/N Antonio Díaz. Per questo motivo vi possono accedere solo militari e i civili non possono visitarla se non con permessi speciali, né possono sorvolarla.
Fa parte del gruppo di isole delle Dipendenze Federali che fanno capo al sottogruppo definito come Territorio insulare dello Stato di Miranda, con Los Roques e l'Arcipelago di Las Aves.

## Geografia
A nord-est dell'isola vi sono alcuni isolotti minori, tra i quali si segnalano:
- Cayo Agua
- Cayo Sal
- Cayo Noroeste